# Cyphostemma obovato-oblongum
Cyphostemma obovato-oblongum là một loài thực vật hai lá mầm trong họ Nho. Loài này được (De Wild.) Desc. ex Wild & R.B.Drumm. miêu tả khoa học đầu tiên năm 1966.